# Cleora celebesa
Cleora celebesa là một loài bướm đêm trong họ Geometridae.